# 22 pluviôse
22 nivôse 22 ventôse
Le duodi 22 pluviôse, officiellement dénommé jour de la thimèle, est le 142e jour de l'année du calendrier républicain.
C'était généralement le 10e jour du mois de février dans le calendrier grégorien.